# اولگا کانیسکینا
اولگا کانیسکینا (روسی: О́льга Никола́евна Кани́ськина؛ زادهٔ ۱۹ ژانویهٔ ۱۹۸۵) دونده اهل روسیه است.
وی همچنین برندهٔ جوایزی همچون نشان دوستی شده‌است.